# Глушковка (Белгородская область)
Глушковка — хутор в Старооскольском районе Белгородской области. Входит в состав Городищенской сельской территории. Находится в 40 километрах от города Старый Оскол.

## История
Хутор Глушковка стал заселяться в конце XIX – начале XX веков, после отмены крепостного права и претворения в жизнь реформ Столыпина. Этот хутор стоял в стороне от больших сёл, в глуши. От слова "глушь" и пошло название хутора Глушковка.
До 1917 года хутор Глушковка не имел статуса сельского населённого пункта, и в связи с этим там отсутствовали церкви, начальные школы, больницы.
23 мая 1928 года постановлением Воронежского губисполкома был образован Шаталовский район, в который вошёл хутор Глушковка. В 1929 году была открыта начальная школа. В 1930 году создан колхоз «Путь социализма», в который вошли хозяйства хуторов Змеевка и Глушковка.
В 1954 году образована Белгородская область, в которую вошёл и хутор Глушковка. 1 февраля 1963 года Указом Президиума Верховного совета РСФСР был ликвидирован Шаталовский район. Глушковка вошла в состав Старооскольского района Белгородской области.
В январе 1979 года в Глушковке было 122 жителя, через десять лет осталось 61 человек. В 1997 году хутор насчитывал 76 домовладений и 231 жителя.

## Население
| 2002 | 2010 |
| ---- | ---- |
| 206  | →206 |